# Bělozářka větevnatá
Bělozářka větevnatá, někdy nazývaná též bělozářka větvitá (Anthericum ramosum), je jednoděložná rostlina z čeledi chřestovitých (Asparagaceae). Některé starší taxonomické systémy (před APG III) ji řadly do čeledi liliovitých v širším pojetí (Liliaceae s.l.), jiné do již neexistujících čeledi bělozářkovitých (Anthericaceae) nebo asfodelovitých (Asphodelaceae).

## Popis

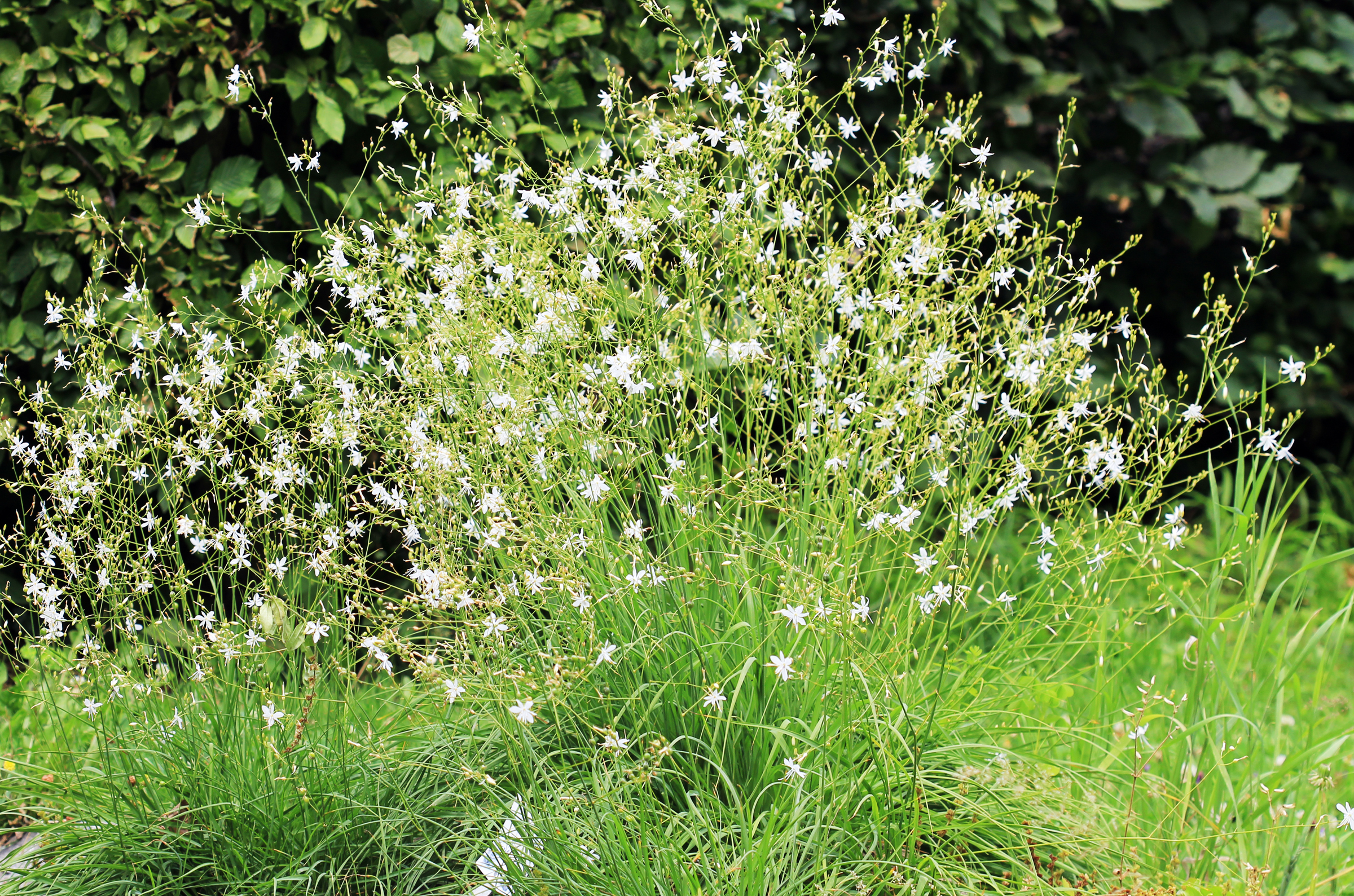
V pražské botanické zahradě Na Slupi

Jedná se o vytrvalou rostlinu, nejčastěji dorůstá výšek 30–80, vzácněji až 120 cm, pod zemí má krátký nehlíznatý oddenek. Listy jsou nahloučeny v přízemní růžici, jsou jednoduché, přisedlé se souběžnou žilnatinou. Čepele listů jsou čárkovité, cca 2–6 mm široké. Květy jsou uspořádány do květenství, většinou se jedná o latu, jen výjimečně o hrozen. Podobná bělozářka liliovitá (Anthericum liliago) má zpravidla květy uspořádány do jednoduchého hroznu. Okvětních lístků je 6, jsou bílé a cca 10–14 mm dlouhé, vnitřní jsou trošku širší než vnější. Bělozářka liliovitá mívá květy větší, okvětní lístky 15–22 mm dlouhé a vnitřní a vnější přibližně stejně široké. Tyčinek je 6. Gyneceum je složeno ze 3 plodolistů, je synkarpní, semeník je svrchní. Plodem je tobolka, která je skoro kulovitá, na vrcholu tupá. V ČR kvete nejčastěji v červnu až červenci. Počet chromozómů je 2n=30.

## Rozšíření ve světě

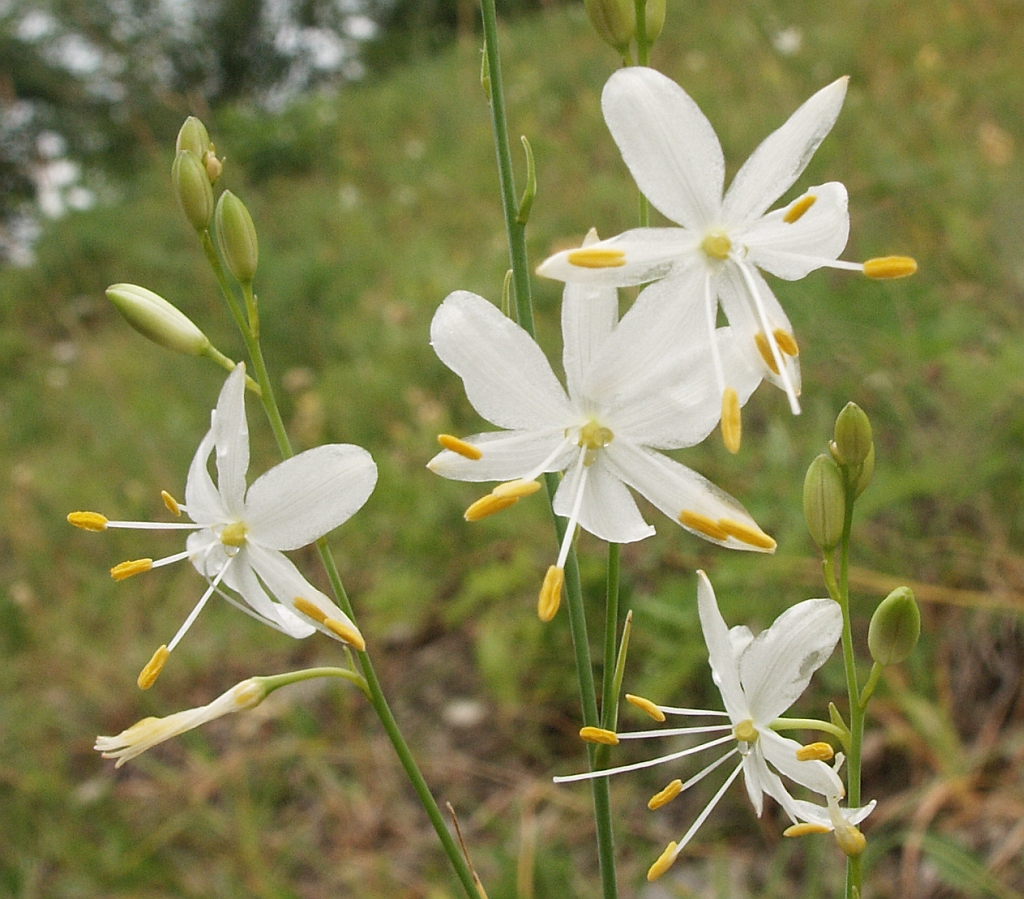
Detail květů

Bělozářka větevnatá roste hlavně v Evropě, na jihozápadě sahá její areál až po Francii a Španělsko. Na úplném jihu, jako je jižní Itálie a jižní Řecko, většinou chybí, stejně jako ve Velké Británii. Na sever zasahuje až po jižní Švédsko, na východ do evropské části Ruska.

## Rozšíření v Česku
Roste roztroušeně, místy hojně, v teplých oblastech Čech i Moravy, od nížin po pahorkatiny a patří ke spíše teplomilným prvkům flóry ČR. Nejčastěji ji najdeme v suchých trávnících a skalních stepích, v teplomilných doubravách a jejich lemech.